# My Boy (песня Билли Айлиш)
«My Boy» (с англ. — «Мой мальчик») — песня американской певицы Билли Айлиш, вышедшая 21 июля 2017 года в качестве сингла с дебютного мини-альбома Don’t Smile at Me 28 июля 2017 на лейблах Darkroom и Interscope Records. Песня появлялась в 4 эпизоде 3 сезона американского сериала Сумеречные охотники. Ремикс песни от TroyBoi, названный «MyBoi» вышел 9 марта 2018.

## Композиция
«My Boy» включает в себя «неожиданную» смену темпа. Песня начинается с «джазовой, мрачной и таинственной атмосферы», однако вскоре становится более оптимистичной, сохраняя при этом тяжесть вступления.

## Чарты
| Чарт (2019)                                    | Высшая позиция |
| ---------------------------------------------- | -------------- |
| США Alternative Digital Song Sales (Billboard) | 20             |

## Сертификации
| Регион | Сертификация | Продажи   |
| --- | ------------ | --------- |
| Австралия (ARIA) | Платиновый   | 70 000    |
| Канада (Music Canada) | Платиновый   | 80 000    |
| Великобритания (BPI) | Серебряный   | 200 000   |
| США (RIAA) | Платиновый   | 1 000 000 |
| * Данные о продажах приведены только на основе сертификации. · Данные о продажах + прослушиваниях приведены только на основе сертификации. |              |           |

## История релиза
| Страна | Дата         | Формат                        | Версия         | Лейбл               | Источники |
| ------ | ------------ | ----------------------------- | -------------- | ------------------- | --------- |
| Разные | 28 июля 2017 | Цифровая дистрибуция Стриминг | Оригинал       | Darkroom Interscope | [ 9 ]     |
| Разные | 9 марта 2018 | Цифровая дистрибуция Стриминг | Ремикс TroyBoi | Darkroom Interscope | [ 3 ]     |